# Walter Abish
Walter Abish (Vienna, 24 dicembre 1931 – Manhattan, 28 maggio 2022) è stato uno scrittore statunitense di origine ebraica.

## Biografia
Nato nel 1931 a Vienna, si trasferì subito in Italia e a Nizza prima di trascorrere l'infanzia a Shanghai, dove la sua famiglia si era rifugiata dopo l'occupazione nazista in Europa.
Nel 1949 si spostarono in Israele. Qui Abish entrerà nell'esercito dove svilupperà forti interessi per l'architettura e la scrittura. Sposatosi con la fotografa e scultrice statunitense Cecile Gelb, nel 1957 sbarcò negli Stati Uniti d'America stabilendosi a New York. Dal 1975 fu insegnante di inglese in molti college e università.
Nel 1974 pubblicò il suo primo romanzo, Alphabetical Africa, un libro di 52 capitoli di cui il primo è scritto con parole che cominciano con la A, il secondo capitolo con parole che cominciano con la B, e così via completando tutto l'alfabeto e poi ripetendolo al contrario. 
Nel 1975 diede alle stampe Minds Meet, una raccolta di racconti; un'altra raccolta uscì due anni dopo, In The Future Perfect. Probabilmente la migliore opera di Walter Abish, una storia sulla Germania del dopoguerra, venne pubblica nel 1980: How German Is It/Wie deutsch ist es, che vinse il premio PEN/Faulkner.

## Opere

### Romanzi
- Alphabetical Africa (1974)
- Come è tedesco (How German Is It, 1980), Milano, Mondadori, 1982 traduzione di Francesco Franconeri
- Eclipse Fever (1993)

### Raccolte di racconti
- Minds Meet (1975)
- In the Future Perfect (1977)
- 99: The New Meaning (1990)

### Poesia
- Duel Site (1970)

### Memorie
- Double Vision: A Self-Portrait (2004)

## Premi e riconoscimenti
- Premio PEN/Faulkner per la narrativa: 1980 vincitore con Come è tedesco
- Guggenheim Fellowship: 1981[8]
- MacArthur Fellowship: 1987[9]